# Miara produktowa
Miara produktowa – dla danych dwóch miar, miara określona na produktowej przestrzeni mierzalnej, która iloczynowi kartezjańskiemu zbiorów mierzalnych (należących do odpowiednich {\displaystyle \sigma }-algebr) przyporządkowuje iloczyn ich miar.

## Twierdzenie
Niech {\displaystyle (X_{1},{\mathcal {A}}_{1})} oraz {\displaystyle (X_{2},{\mathcal {A}}_{2})} będą dwiema przestrzeniami mierzalnymi oraz niech {\displaystyle {\mathcal {A}}_{1}\otimes {\mathcal {A}}_{2}} oznacza {\displaystyle \sigma }-algebrę w zbiorze {\displaystyle X_{1}\times X_{2},} generowaną przez zbiory postaci {\displaystyle B_{1}\times B_{2},} gdzie {\displaystyle B_{1}\in {\mathcal {A}}_{1}} oraz {\displaystyle B_{2}\in {\mathcal {A}}_{2}.} Jeżeli miary {\displaystyle \mu _{1},\mu _{2}} są {\displaystyle \sigma }-skończone, to istnieje dokładnie jedna miara na {\displaystyle {\mathcal {A}}_{1}\otimes {\mathcal {A}}_{2},} nazywana miarą produktową i oznaczana dalej symbolem {\displaystyle \mu _{1}\times \mu _{2},} o tej własności, że
{\displaystyle (\mu _{1}\times \mu _{2})(B_{1}\times B_{2})=\mu _{1}(B_{1})\cdot \mu _{2}(B_{2})}
dla dowolnych {\displaystyle B_{i}\in {\mathcal {A}}_{i},} gdzie {\displaystyle i=1,2.} Pojęcie miary produktowej można w naturalny sposób indukcyjnie rozszerzyć na dowolną skończoną liczbę miar.
Niech {\displaystyle E\in {\mathcal {A}}_{1}\otimes {\mathcal {A}}_{2}.} Odpowiednio, dolnym i górnym cięciem zbioru {\displaystyle E} wzdłuż {\displaystyle x\in X_{1}} bądź {\displaystyle y\in X_{2}} nazywa się zbiory:
{\displaystyle E_{x}=\{y\in X_{2}\colon (x,y)\in E\},}
{\displaystyle E^{y}=\{x\in X_{1}\colon (x,y)\in E\}.}
Funkcje:
{\displaystyle X_{1}\ni x_{1}\mapsto \mu _{2}(E_{x_{1}}),}
{\displaystyle X_{2}\ni x_{2}\mapsto \mu _{1}(E^{x_{2}})}
są mierzalne (względem odpowiednio {\displaystyle {\mathcal {A}}_{1}} i {\displaystyle {\mathcal {A}}_{2}}) oraz spełniona jest tzw. zasada Cavalieriego, która pozwala opisać miarę produktową wzorami:
{\displaystyle (\mu _{1}\times \mu _{2})(E)=\int _{X_{2}}\mu _{1}(E^{y})\;\operatorname {d} \mu _{2}(y)=\int _{X_{1}}\mu _{2}(E_{x})\;\operatorname {d} \mu _{1}(x).}
Istnienie miary produktowej, nawet gdy któraś z miar {\displaystyle \mu _{1},\mu _{2}} nie jest {\displaystyle \sigma }-skończona, wynika z twierdzenia Hahna-Kołmogorowa.

## Produkt dowolnej rodziny miar probabilistycznych
Pojęcie miary produktowej można w naturalny sposób rozszerzyć na dowolną rodzinę miar probabilistycznych {\displaystyle \{\mu _{t}\colon \,t\in T\}} określonych odpowiednio na przestrzeniach mierzalnych {\displaystyle (\Omega _{t},{\mathcal {A}}_{t}),\,t\in T.} Można udowodnić, że istnieje dokładnie jedna miara {\displaystyle \mu } określona na {\displaystyle \sigma }-ciele produktowym
{\displaystyle \bigotimes _{t\in T}{\mathcal {A}}_{t}}
o tej własności, że
{\displaystyle \mu (\prod _{t\in T}A_{t})=\prod _{t\in T}\mu _{t}(A_{t}),}
dla dowolnej rodziny {\displaystyle \{A_{t}\colon A_{t}\subseteq \Omega _{t},\,t\in T\}} o własności, że tylko skończona liczba zbiorów {\displaystyle A_{t}} jest różna od {\displaystyle \Omega _{t}.} Iloczyn po prawej stronie rozumie się więc tu jako iloczyn tylko skończenie wielu liczb nieujemnych.

### Miara w kostce Cantora
Niech {\displaystyle \mu } będzie miarą w zbiorze {\displaystyle \{0,1\},} która zbiorom {\displaystyle \{0\}} i {\displaystyle \{1\}} przyporządkowuje wartość {\displaystyle {\tfrac {1}{2}}.} Jeżeli {\displaystyle \kappa } jest liczbą kardynalną, to miara Haara w kostce Cantora {\displaystyle \{0,1\}^{\kappa }} może być uzyskana jako miara produktowa {\displaystyle \kappa } kopii miary {\displaystyle \mu .}